# Experimentelle Lyrik
Experimentelle Lyrik ist ebenso wie experimentelle Literatur zunächst ein Sammelbegriff, der den Bruch mit überbrachten Inhalten und Formen bezeichnet. Der Begriff ist umstritten, weil so gesehen literarische bzw. lyrische Werke, die heute als klassisch gelten, im Kontext ihrer Zeit experimentellen Charakter gehabt haben können.

## Experimentelle Lyrik im Nachkriegsdeutschland
Die Lyrik betreffend werden heutzutage, bezogen auf den deutschen Sprachraum, unter experimenteller Lyrik jene lyrischen Werke verstanden, die im Nachgang zum Zweiten Weltkrieg entstanden und dabei bewusst mit den insbesondere während der Zeit des Nationalsozialismus gepflegten lyrischen Konventionen brachen.
Nach dem Zweiten Weltkrieg war unter den Dichtern Sprachskepsis weit verbreitet. Dieselbe Sprache und jene Symbole, die von den Nationalsozialisten für ihre Propaganda vereinnahmt worden waren, schienen nicht mehr verwendbar. Die Sprache hatte „ihre Unschuld verloren“, nichts mehr schien sagbar, da es nur in der Sprache der Mörder zu sagen gewesen wäre, die Dichtkunst drohte zu verstummen. Natürlich gab es auch in dieser Situation Dichter, die an traditionellen Formen festhielten, daneben entstanden jedoch sowohl die Forderung als auch das Bedürfnis nach einer radikalen Veränderung der Sprache.

## Ausprägungen der experimentellen Lyrik
Diese radikale Veränderung der Sprache fand ihren Ausdruck zunächst in der experimentellen Lyrik, der hermetischen Lyrik und dem Dadaismus. Die experimentelle Lyrik provozierte durch den Bruch mit syntaktischen Regeln oder konventionellen Wortbildungsmustern. Überkommene Wortbedeutungen wurden durch neuartige Kombinationen in Frage gestellt, die traditionellen Formen des Gedichtes (Versmaß und Reim) wurden vielfach durchbrochen. Entsprechend wurde (und wird teilweise auch heute noch) diesen Werken auch häufig abgesprochen, dass es sich bei ihnen überhaupt um Gedichte handele.
Die hermetische Lyrik entzog sich durch ihre vielfach subjektiven oder intuitiven Bedeutungszuweisungen der exakten Interpretation, und der Dadaismus schließlich löste die Sprache völlig in ihre Einzelbestandteile auf und war mithin die radikalste Verneinung jeglicher überlieferter Sprache.

## Bedeutendste Vertreter der experimentellen Lyrik
Der wohl bekannteste Vertreter ist der Österreicher Ernst Jandl. Weitere Vertreter sind u. a. Hans Carl Artmann, Eugen Gomringer, Helmut Heißenbüttel, Kurt Marti, Franz Mon, Gerhard Rühm, Hugo Ball, Kurt Schwitters.